# Desperados (Film)
Desperados ist eine US-amerikanische Filmkomödie aus dem Jahr 2020. Die Hauptrollen spielen Nasim Pedrad, Anna Camp, Sarah Burns und Lamorne Morris. Der Film erschien am 3. Juli 2020 auf Netflix.

## Handlung
Wesley Darya bemüht sich, einen Job und einen Partner zu finden. Sie verabredet sich mit einem Mann namens Sean, der wiederum das Date abrupt beendet, als sie ihre Träume von einer Ehe und Kindern zu häufig erwähnt. Unmittelbar danach rutscht sie aus, fällt hin und trifft den charmanten Jared. Für Wesley scheint er der perfekte Mann zu sein, sie verheimlicht aber ihren Familienwunsch, da sie befürchtet ihn ansonsten auch abzuschrecken.
Nachdem Jared und Wesley Sex hatten, kontaktiert er sie einige Tage lang nicht. Verärgert betrinkt sich Wesley mit ihren beiden besten Freundinnen und das Trio schreibt ihm eine lange und beleidigende E-Mail. Danach ruft Jared Wesley an, um ihr mitzuteilen, dass er in Mexiko einen Autounfall hatte. Es stellt sich heraus, dass er wegen des Unfalls noch keine Gelegenheit hatte, seine neuen E-Mails abzurufen. Um ihre Beziehung zu retten, beschließt Wesley nach Mexiko zu reisen, sich in Jareds Zimmer zu schleichen und die besagte E-Mail zu löschen. Ihre Freundinnen Brooke und Kaylie begleiten sie auf ihrer Reise.
Zufälligerweise ist Sean im selben Hotel abgestiegen. Wesley wird wegen einiger Missgeschicke aus dem Hotel geworfen. Sie versucht jedoch – entgegen dem Rat ihrer Freundinnen – erneut einzubrechen, wird dabei erwischt und infolgedessen verhaftet. Nach ihrer Freilassung kommt Sean, um sie abzuholen. Wesley beschließt, Jared am mexikanischen Flughafen zu treffen und mit ihm zurückzufliegen. Sie plant, die E-Mail auf dem Flug zu löschen. Sean erklärt sich dazu bereit, sie zum Flughafen zu fahren. Unterwegs erzählt Sean Wesley, dass sie sein erstes und einziges Date nach dem Tod seiner Frau gewesen sei. Er sagt, dass er ihr Date abgebrochen habe, weil ihm alles zu schnell gegangen sei. Die beiden kommen sich während der Fahrt näher.
Im Flugzeug erzählt Wesley Jared von der E-Mail, um reinen Tisch zu machen. Jared trennt sich daraufhin von ihr, da sie ihren wahren Charakter verborgen habe. Danach streitet sich Wesley mit ihren Freundinnen, denn sie fühlen sich von ihr vernachlässigt. Zu Hause findet Wesley durch Seans Empfehlung einen Job. Dann entschuldigt sie sich bei ihren Freundinnen und sie vergeben ihr. Wesley geht zu Sean, der sich gerade in dem Restaurant aufhält, wo das erste Rendezvous der beiden stattfand. Daraufhin küssen sich Sean und Wesley. Ellen – mit der Sean eigentlich gerade verabredet war – geht an den beiden vorbei und beschwert sich daraufhin bei ihrer Mutter über ihre schreckliche Verabredung.

## Synchronisation
Die deutsche Synchronisation entstand bei der RC Production in Berlin. Die Dialogregie führte Heike Schroetter, welche auch das Dialogbuch schrieb.
| Rolle              | Schauspieler    | Synchronisation    |
| ------------------ | --------------- | ------------------ |
| Wesley Darya       | Nasim Pedrad    | Christin Marquitan |
| Brooke             | Anna Camp       | Antje von der Ahe  |
| Kaylie             | Sarah Burns     | Anna Grisebach     |
| Sean McGuire       | Lamorne Morris  | Tobias Nath        |
| Jared              | Robbie Amell    | Peter Lontzek      |
| Debbie             | Jessica Chaffin | Sabine Falkenberg  |
| Nolan              | Toby Grey       | Julius Ole Ernst   |
| Schulleiterin Judy | Mo Gaffeny      | Heike Schroetter   |
| Quintano           | Izzy Diaz       | Tobias Diakow      |
| Angel de la Paz    | Heather Graham  | Katrin Fröhlich    |
| Ramon              | Rodrigo Franco  | Sebastian Jacob    |
| Ellen              | Jessica Lowe    | Ann Vielhaben      |

## Rezeption
Oliver Armknecht von film-rezensionen.de bezeichnete die Handlung als „umständlich“ und den Film als „sehr langweilig“.